# 64 Arietis
64 Arietis, som är stjärnans Flamsteed-beteckning, är en möjlig dubbelstjärna belägen i den mellersta delen av stjärnbilden Väduren. Den har en skenbar magnitud på ca 5,50 och är svagt synlig för blotta ögat där ljusföroreningar ej förekommer. Baserat på parallax enligt Gaia Data Release 2 på ca 15,2 mas, beräknas den befinna sig på ett avstånd på ca 214 ljusår (ca 66 parsek) från solen. Den rör sig bort från solen med en heliocentrisk radialhastighet av ca 8,5 km/s.

## Egenskaper
64 Arietis är en orange jättestjärna av spektralklass K4 III, som för närvarande befinner sig på den röda jättegrenen. Den har en massa som är ca 1,3 solmassor, en radie som är ca 11 solradier och utsänder ca 42 gånger mera energi än solen från dess fotosfär vid en effektiv temperatur av ca 4 400 K.